# Sphingicampa kuschei
Sphingicampa kuschei är en fjärilsart som beskrevs av Dyar 1925. Sphingicampa kuschei ingår i släktet Sphingicampa och familjen påfågelsspinnare. Inga underarter finns listade i Catalogue of Life.